# Schloss Röckingen
Das Schloss Röckingen ist eine ehemalige mittelalterliche Turmhügelburg (Motte) am Nordostrand von Röckingen im Landkreis Ansbach in Mittelfranken in Bayern.

## Geschichte
Ein Ortsadelsgeschlecht trat in Röckingen ab 1153 in Erscheinung. Die Burg ist aber erst 1378 im Besitz der Grafen von Truhendingen nachweisbar, später war sie in den Händen von deren Ministerialen, den Herren von Mittelburg. Ihnen folgten die Herren von Seckendorff. 1468 trug Hans von Seckendorff seinen Teil der Burg dem Markgrafen von Ansbach zu Lehen auf. 1481 verkauften die von Seckendorff-Nold ihren Anteil des Schlosses an Hans Schenk von Schenkenstein. Die andere Hälfte erhielten die Schenkensteiner 1530 von Hans Walther von Hürnheim als freies Eigentum. 1572 ermordete Hans Schenk von Schenkenstein in dem Schloss seine Gattin Caecilia von Rechenberg und wurde deshalb zu lebenslanger Kerkerhaft verurteilt. Sein Lehen wurde eingezogen, die allodiale Hälfte des Schlosses ging an seinen Stiefbruder Georg Wilhelm von Gundelsheim. Dieser erbaute 1572 zusammen mit Hans Schenk von Schenkenstein das heutige Schloss. Dabei hat gegenüber der ursprünglichen Motte wohl eine leichte Ortsverlagerung stattgefunden. 1588 erwarben die Markgrafen von Ansbach auch die andere Hälfte des Besitzes und nutzten das ihnen nun vollständig gehörende Schloss als Amtssitz. Das Schlossgebäude wurde nach 1806 durch die bayerische Regierung in einen Zehntspeicher umgebaut und dient heute als Wohnhaus.

## Beschreibung
Die heutige Schlossanlage besitzt einen rechteckigen Grundriss von ca. 38 × 27 m Größe, dessen Nordostseite das Hauptgebäude einnimmt. Dieses besteht aus einem zweigeschossigen Satteldachbau mit Treppengiebel und Eckquaderung. Eine Umfassungsmauer verbindet das Gebäude mit zwei Nebengebäuden an den gegenüberliegenden Ecken. Eine umgebende Wall-Graben-Anlage ist heute weitestgehend aufgefüllt.